# Frente Popular Marfileño
El Frente Popular Marfileño (FPI) (en francés: Front Populaire Ivoirien) es un partido político de Costa de Marfil, de tendencia socialista democrático. 

## Historia
Fue fundado por Laurent Gbagbo y Simone Gbagbo, en la clandestinidad, en 1982. 
Se constituyó como partido en 1988, y fue reconocido oficialmente en 1990. Fue miembro de la Internacional Socialista hasta su suspensión como miembro tras las crisis postelectoral en Costa de Marfil de 2010.
Es, tradicionalmente cercano de los periódicos Nuestra Via, y El Correo de Abiyán.

### En idioma francés
- Front Populaire Ivorien
- Historie du FPI
- Gouverner autrement la Cote d'Ivoire Archivado el 17 de noviembre de 2007 en Wayback Machine.
- Section du FRI a Rome

- Datos: Q1422092